# لیوینگستون (ویرجینیای غربی)
لیوینگستون (به انگلیسی: Livingston) یک منطقهٔ مسکونی در ایالات متحده آمریکا است که در شهرستان کاناوا، ویرجینیای غربی واقع شده‌است. لیوینگستون ۲۰۳٫۰ متر بالاتر از سطح دریا واقع شده‌است.